# Shi-epoxidatie
De Shi-epoxidatie is een asymmetrische organische reactie waarbij een alkeen wordt omgezet in een epoxide:
Daarbij wordt gebruikgemaakt van oxone en een van fructose afgeleide katalysator (1).